# ユーグ12世・ド・リュジニャン
ユーグ12世・ド・リュジニャン（Hugues XII de Lusignan, 1235/40年 - 1270年8月25日以降）は、リュジニャン、クエおよびペイラの領主、ラ・マルシュ伯およびアングレーム伯（在位：1250年 - 1270年）。ラ・マルシュ伯・アングレーム伯ユーグ11世とヨランド・ド・ブルターニュの息子。

## 生涯
1250年の父の死後、領地を継承した。
1253/4年1月29日にフージェールにおいて、フージェール領主ラウル3世とイザベル・ド・クラオンの娘ジャンヌ・ド・フージェール（1273年以降没）と結婚した。2人の間には6子が生まれた。
- ユーグ13世（1259年 - 1303年）[2] - ラ・マルシュ伯およびアングレーム伯
- ギー（1260/5年　-1308年）[2] - ラ・マルシュ伯およびアングレーム伯
- ヨランド（1257年 - 1314年）[2] - ラ・マルシュ女伯、ポンス領主エリー・リュデルおよびマテ領主ロベールと結婚
- ジャンヌ（1260年 - 1323年） - アルブレ領主ベルナール・エジ3世およびピエール・ド・ジェネヴィルと結婚[2]
- マリー（1312年以降没） - 1288年にサンセール伯エティエンヌ2世（ブロワ家）と結婚[2]
- イザベル - ジャン・ド・ヴェシーと結婚[2]

ユーグ12世・ド・リュジニャンは1270年、フランス王ルイ9世とともに参加していた第8回十字軍の初期の戦いで戦死した。長男のユーグ13世が跡を継いだ。